# Baiso
Baiso (Baîṣ in dialetto reggiano) è un comune italiano di 3 259 abitanti della provincia di Reggio Emilia in Emilia-Romagna.

## Geografia fisica

### Territorio
Il territorio comunale di Baiso è situato nel medio Appennino reggiano, grossomodo a cavallo delle vallate del Tresinaro a nord-ovest e del Secchia a sud est. Confina a nord con Viano, ad est con Castellarano e con il comune modenese Prignano sulla Secchia, a sud con Toano e ad ovest con Carpineti. Le principali frazioni sono Debbia, Levizzano, San Cassiano, San Romano e Visignolo.
Il capoluogo comunale Baiso è situato su un crinale a cavallo delle valli del Tresinaro e del torrente Lucenta e dista 33 km a sud dal capoluogo provinciale Reggio Emilia.

## Storia
Risale al 954 la prima menzione di Bagisium e la troviamo nella «Vita Mathildis» di Donizone quando parla dell'assedio di Canossa. In quegli anni la storia di Baiso è legata alla famiglia Baisi che prese appunto il nome dalla località. I componenti di tale famiglia furono spesso al seguito della contessa Matilde di Canossa e nelle contese si schierarono sempre dalla parte della Chiesa, ottenendo dai vescovi di Reggio in feudo tutto il territorio della Pieve di Baiso, espandendosi poi nel 1144 anche verso l'abbazia di Marola, ed occupando terre a destra e a sinistra del Secchia. L'unità del feudo si spezzò e nel 1174 i Baisi perdettero la giurisdizione delle terre d'oltre Secchia. Al feudo rimasero le ville di Baiso, San Romano, Lorano Maiatica e Canicchia. Nel 1256 Baiso passò completamente sotto i Fogliani e nel 1315 risultava come comune iscritto nel Libro dei fuochi e contava 37 famiglie proprietarie ed altre 46 residenti. Il castello fu al centro di varie contese, perso e ripreso dai Fogliani, dai Baisi e dai reggiani, ma alla fine prevalsero i Fogliani che lo tennero sino al 1472, anno in cui la famiglia perse tutti i suoi beni in montagna. Subentrarono gli Estensi fino al 1553. Dopo alterne vicende, nel 1641 ne furono investiti i Levizzani, titolari anche del feudo di Levizzano. Caduti i feudi, nel 1796, Baiso fu comune fino al 1807 quando divenne frazione di Carpineti. Ritrovò nuova autonomia col decreto Farini che nel 1859, alla vigilia della nascita del Regno d'Italia, ripristinò l'antico comune.
Negli anni del boom economico, come gli altri comuni dell'Appennino reggiano, Baiso fu interessato da un'intesa emigrazione verso le città della pianura come Reggio Emilia, Modena e Milano. A partire dagli anni sessanta iniziarono a sorgere nel fondovalle del Secchia alcune aree industriali che convertirono parzialmente il tessuto economico locale, tradizionalmente basato sull'agricoltura e l'allevamento.

### Simboli
Lo stemma e il gonfalone sono stati concessi con D.P.R. 23 settembre 1970.
È raffigurata una veduta naturalistica del paese, disposto sui calanchi scoscesi, con la pieve e il castello ricostruito sui ruderi di quello risalente all'epoca di Matilde di Canossa.
Il gonfalone è un drappo troncato di rosso e di bianco.

## Monumenti e luoghi d'interesse

### Architetture militari

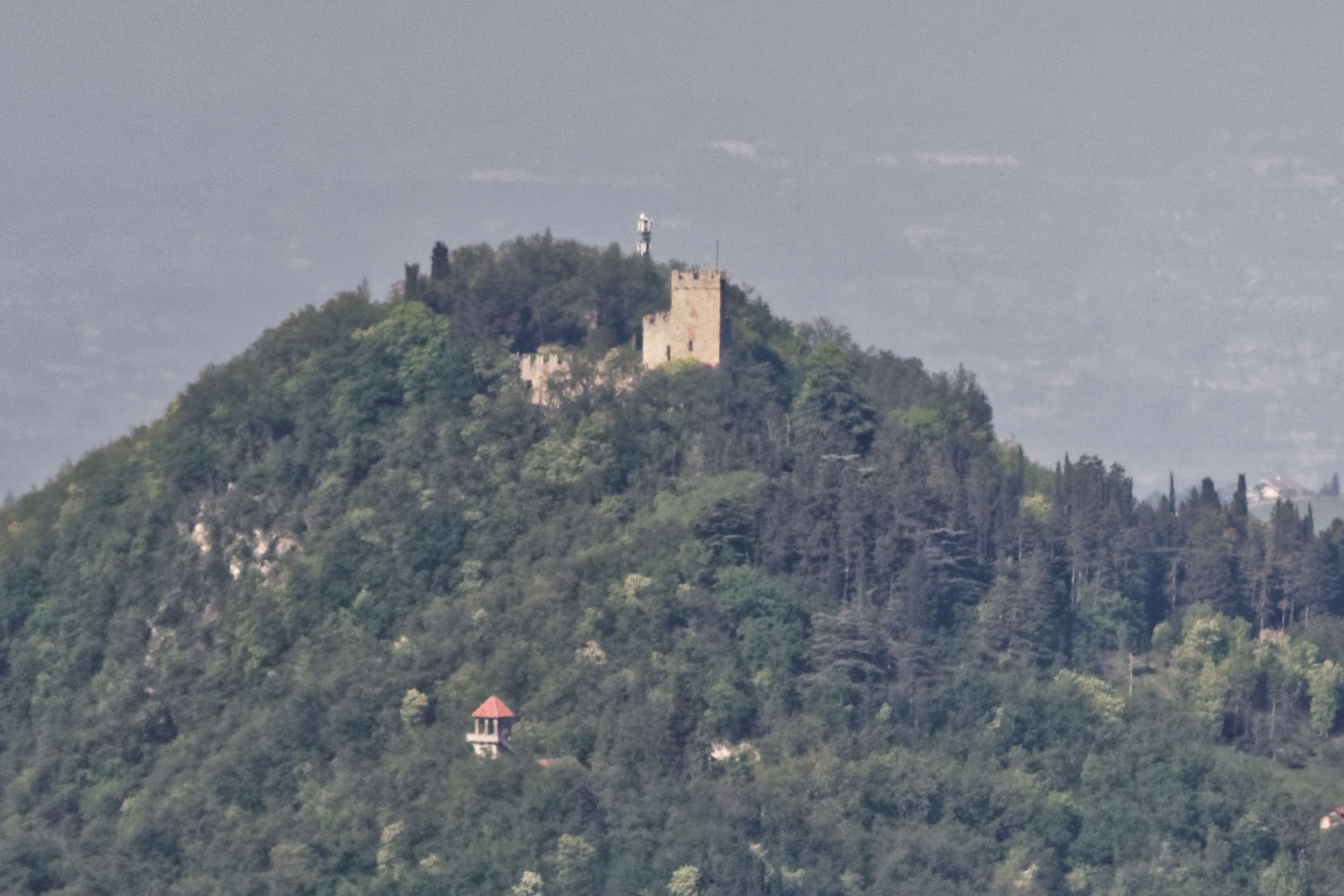
Il castello di Baiso visto dal castello delle Carpinete.

- Castello di Baiso

### Architetture religiose
- Chiesa di San Lorenzo
- Chiesa di Santa Maria Assunta, situata nella frazione di Visignolo.
- Chiesa dei Santi Quirico e Giuditta, situata nella frazione di San Romano.

## Società

### Evoluzione demografica
Abitanti censiti

### Etnie e minoranze straniere
Al 1° gennaio 2023 gli stranieri residenti nel comune sono 334, ovvero il 10,4% della popolazione. Di seguito sono riportati i gruppi più consistenti:
- Marocco: 141
- Romania: 55
- Polonia: 19
- India: 18
- Ghana: 18

## Amministrazione
| Periodo        | Periodo        | Primo cittadino   | Partito                                    | Carica  | Note  |
| -------------- | -------------- | ----------------- | ------------------------------------------ | ------- | ----- |
| 12 maggio 1985 | 5 maggio 1990  | Gianni Merli      | Partito Socialista Italiano                | Sindaco | [ 8 ] |
| 6 maggio 1990  | 22 aprile 1995 | Eliano Battistini | Partito Socialista Italiano                | Sindaco | [ 8 ] |
| 23 aprile 1995 | 12 giugno 2004 | Alberto Ovi       | Partito Popolare Italiano, centro-sinistra | Sindaco | [ 8 ] |
| 13 giugno 2004 | 6 giugno 2009  | Paolo Bargiacchi  | centro-sinistra                            | Sindaco | [ 8 ] |
| 7 giugno 2009  | 24 maggio 2014 | Alberto Ovi       | lista civica                               | Sindaco | [ 8 ] |
| 25 maggio 2014 | 9 giugno 2024  | Fabrizio Corti    | lista civica Baiso insieme                 | Sindaco | [ 8 ] |
| 9 giugno 2024  | in carica      | Fabio Spezzani    | lista civica Baiso futura                  | Sindaco | [ 8 ] |

### Gemellaggi
- Marly, dal 2011

## Sport
Proprio nella cittadina ha termine la corsa ciclistica riservata alla categoria juniores Reggiolo-Baiso. 
La Squadra locale di calcio, il Baiso Secchia milita in promozione dalla stagione 2018/19